# 소크라테스 회상

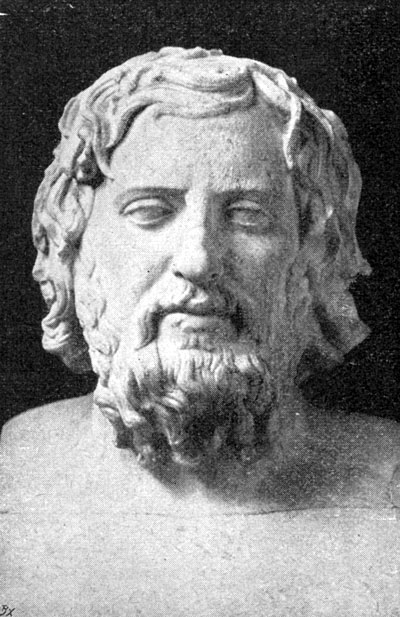

《소크라테스 회상》(고대 그리스어: Ἀπομνημονεύματα, 라틴어: Memorabilia)은 크세노폰이 쓴 소크라테스를 대상으로 쓴 책이다.

## 개요
이 책은 역사 속의 소크라테스를 아는 데에 귀중한 문헌이다.
전 4권으로 되어 있으며, 각 권은 다시 장이 매겨져 있으며, 장은 다시 절로 나누어져 있다.

## 서지 사항
- 천병희 옮김, 《소크라테스 회상록》[1], 숲, 2018년 1월 25일, ISBN 978-89-91290-81-5